# 横浜市立六浦小学校
横浜市立六浦小学校（よこはましりつ むつうらしょうがっこう）は、神奈川県横浜市金沢区六浦にある市立小学校。

## 概要
六浦藩の藩校である明允館（めいいんかん）の流れを汲んで、1873年に「三分学舎」として創立された。開校当初は、光伝寺の一角を借りていたが、生徒数の増加に伴い侍従川の高橋のそばに木造二階建の新校舎が建てられ、「久良岐郡公立三分学校」となった。
1893年、「久良岐郡尋常三分小学校」となる。
1923年に起きた関東大震災で大きな被害を受け木造平屋の校舎が倒壊したが、生徒は下校しており職員室はつぶれなかったため、幸いにも生徒と教員はほとんど無事であった。震災後しばらくの間は、近くの寺院にわかれて授業が行われた。六浦荘村内では釜利谷小学校が同じく震災で校舎が倒壊しており、三分小学校と釜利谷小学校を合併して新しい小学校を新設する案がもちあがったが、釜利谷側の住民がこの合併案に大きく反発した。釜利谷側の村議4名が辞職して村税不納同盟を結成し、合併案が村会に諮問された際には議事を阻止するために釜利谷側の住民300名が役場前に集まり、これに対抗して三分側も400名の住民が附近の千光寺に集結する事態となった。最終的に、相川文五郎が調停に入り1万円を釜利谷側に払い、三分と釜利谷の真ん中に小学校を新設することで和解して、1926年に「六浦荘村立六浦荘尋常高等小学校」が設立された。
1947年に大道小学校と統合され、一時休校。旧校舎は六浦中学校となり、一部が大道小学校六浦分校として使用されていた。同年11月15日、横浜市立六浦小学校として復活した（六浦中学校は現横浜市立大学内に移転）。

## 沿革
- 1873年（明治6年） - 三分学舎（第一大学区・第七中学区・第七十四小学）として創立。
- 1878年（明治11年） - 久良岐郡公立三分学校となる。木造二階建の新校舎を建設。
- 1893年（明治26年） - 久良岐郡尋常三分小学校となる。
- 1900年（明治33年） - 高等科が設置され、久良岐郡六浦荘尋常高等三分小学校となる。
- 1901年（明治34年） - 帽章を制定。
- 1908年（明治41年） - 校歌を制定。
- 1923年（大正12年） - 久良岐郡三分尋常高等小学校となる。
  - 9月1日 - 関東大震災により、校舎全壊。
- 1926年（大正15年） - 現在地に移転し、六浦荘村立六浦尋常高等小学校として開校。釜利谷小学校と合併したことで、釜利谷分教場設立された。
- 1936年（昭和11年） - 久良岐郡が横浜市磯子区に編入され、六浦荘村が六浦町となり、横浜市六浦尋常高等小学校となる。
- 1940年（昭和15年） - 校歌制定。
- 1941年（昭和16年） - 横浜市六浦国民学校となる
- 1944年（昭和19年） - 釜利谷国民学校、大道国民学校が分離独立。
- 1947年（昭和22年） - 大道小学校へ統合され、一時休校。旧校舎は六浦中学校となり、一部を大道小学校六浦分校として使用。
  - 11月15日 - 横浜市立六浦小学校として、復活。
- 1953年（昭和28年） - 新しい校歌を発表。
- 1955年（昭和30年） - 瀬ヶ崎小学校が分離独立。
- 1959年（昭和34年） - 東洋化学火薬庫爆発。天井・廊下破損。96名負傷。
- 1998年（平成10年） - はまっ子ふれあいスクール開設。

（出典：六浦小学校公式サイト（ホーム  >  学校紹介  > 沿革） ）

## 通学区域
- 金沢区
  - 大川7番3号、7番7号から7番の終りまで、瀬戸1番から22番まで、六浦一丁目、六浦二丁目、六浦三丁目1番1号から1番5号まで、1番6号（道路以東）、1番58号（道路以東）、1番59号から1番63号まで、4番から5番5号まで、5番32号から5番34号まで、9番5号、10番から18番34号まで、31番から41番29号まで、41番31号から41番34号まで、42番、六浦四丁目1番から7番まで、9番から13番まで、15番から17番まで[5]

## 進学先中学校
- 横浜市立六浦中学校[5]

## 交通アクセス

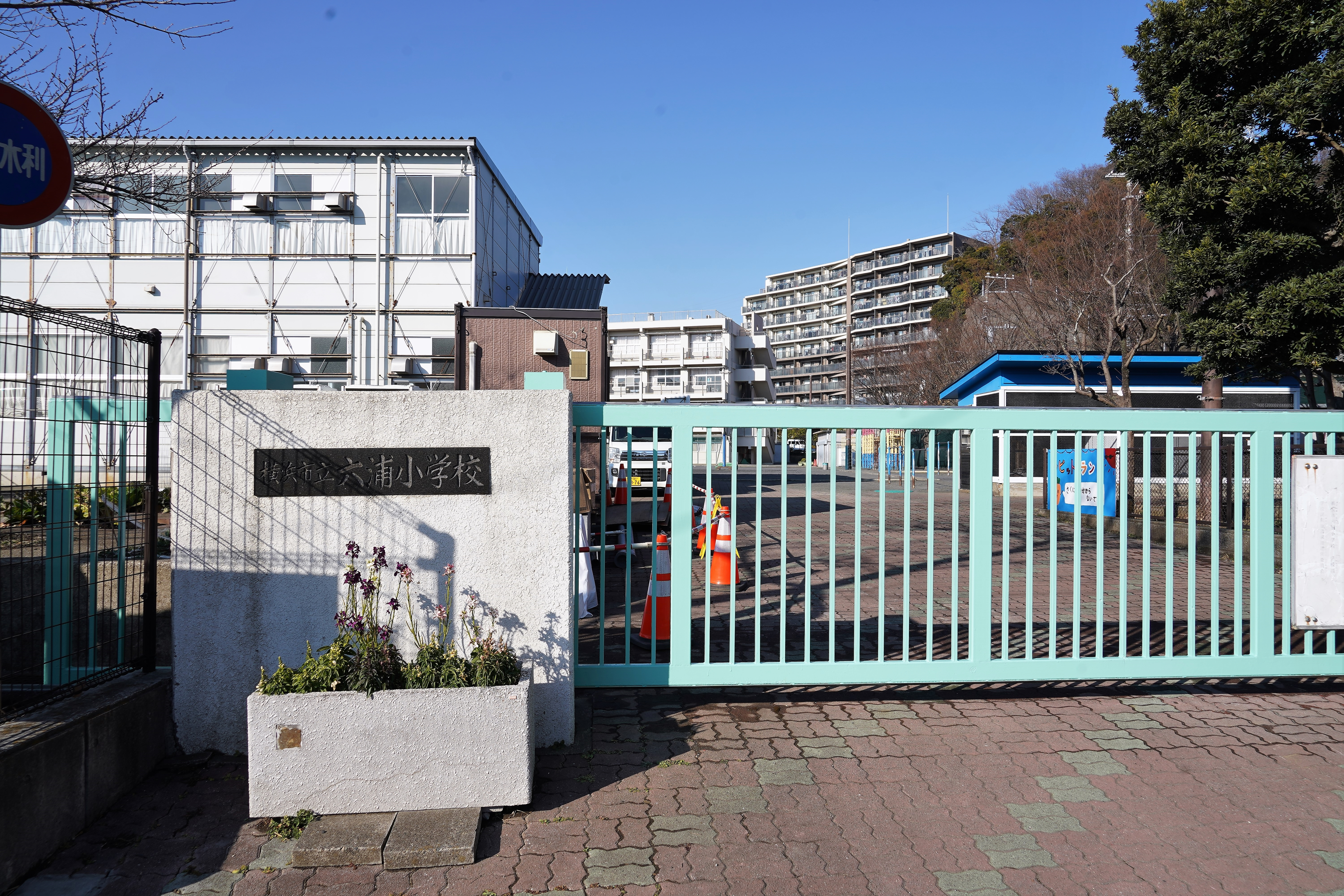
南側の門

- 京急本線金沢八景駅下車 徒歩15分
- 京急バス「六浦」下車  徒歩5分